# Condado de Oneida (Idaho)
El condado de Oneida (en inglés: Oneida County), fundado en 1864, es uno de los 44 condados del estado estadounidense de Idaho. En el año 2000 tenía una población de 4.125 habitantes con una densidad poblacional de 1.3 personas por km². La sede del condado es Malad City.

## Geografía
Según la Oficina del Censo, el condado tiene un área total de 3112 km² (1201,5 mi²), de la cual 3109 km² (1200,4 mi²) es tierra y 1 km² (0,4 mi²) (0.11%) es agua.

### Condados adyacentes
- Condado de Power - norte
- Condado de Bannock - noreste
- Condado de Franklin - este
- Condado de Cache - sureste
- Condado de Box Elder - sur
- Condado de Cassia - oeste

### Carreteras
- - Interestatal 15
- - Interestatal 84
- - SH-36
- - SH-38

## Demografía
En el 2000 la renta per cápita promedia del condado era de $34,309, y el ingreso promedio para una familia era de $38,341. En 2000 los hombres tenían un ingreso per cápita de $29,730 versus $19,808 para las mujeres. El ingreso per cápita para el condado era de $13,829. Alrededor del 10.80% de la población estaba bajo el umbral de pobreza nacional.

## Comunidades

### Ciudades
- Malad City

### Comunidades no incorporadas
- Holbrook
- Pleasantview
- Samaria
- Stone